# Йерсен, Александр
Алекса́ндр Эмиль Жан Йерсе́н (фр. Alexandre Émile Jean Yersin; 22 сентября 1863 года, Обон, Швейцария — 1 марта 1943 года, Нячанг, Вьетнам) — швейцарский и французский бактериолог.

## Биография
Отец Александра Йерсена (тоже Александр) был учителем естествознания, энтомологом, специализировашимся на прямокрылых, членом энтомологического общества Франции, умер незадолго до его рождения. Мать вскоре с тремя детьми (сыновьями Александром и Франком и дочерью Эмили) переехала в Морж. Среднее образование Александр получил в Лозанне. Там же начал изучать медицину, потом перевёлся в Марбург (Германия). В 1885 году переезжает в Париж и работает помощником Анре Корниля. В 1886 году переходит на работу в детскую больницу к профессору Жаку-Жозефу Граншеру. В Париже Йерсен знакомится с Эмилем Ру, который приводит его в лабораторию Луи Пастера. В 1888 году защищает докторскую диссертацию «Исследование по развитию экспериментального туберкулёза». В 1889 году проходит стажировку в Германии у Роберта Коха, а потом исследует дифтерийную палочку и её токсин вместе с Эмилем Ру. Получает в 1890 году орден Академических пальм и в этом же году устраивается на работу корабельным врачом компании «Messageries Maritimes» и уезжает в юго-восточную Азию. Во время поездки по Индокитаю в 1891 году знакомится в Сайгоне с Альбером Кальметтом и принят в 1892 году по его просьбе на работу врачом в колониальные войска французской армии. Во время экспедиции по протекторату Аннам во Вьетнаме 1892—1894 годах проводит климатические, топографические, антропологические и экономические исследования и открывает для европейцев плато Лангбиан (Далатское). На этой территории с благоприятным климатом Йерсен рекомендует создать лечебный курорт и вскоре здесь основан город Далат. В 1894 году направляется в Гонконг для изучения эпидемии чумы. Проведённые исследования демонстрируют идентичность бацилл вызывающих заболевание у человека и крысы. За это он получает крест кавалера ордена Почётного легиона. В этом же году отправляется на Мадагаскар для изучения геморрагической лихорадки. После этого возвращается во Францию, где вместе с Амадеем Боррелем и Альбером Кальметтом они изучают чуму и разрабатывают противомалярийную вакцину. В 1896 проводит апробацию противочумной сыворотки в Гуанчжоу. В 1897 году направляется в Бомбей для подавления эпидемии чумы. В 1902 году Йерсен основал медицинский колледж в Ханое. Занимается во Вьетнаме также интродукцией каучуковых деревьев. Первые деревья гевеи посажены Йерсеном в Индокитае в 1899 году, а в 1904 году первую партию каучука выкупает компания Michelin. С 1904 по 1924 годы директор филиалов Института Пастера в Сайгоне и Нячанге. С 1909 года — член  Общества экзотической патологии. В 1915 году основывает сельскохозяйственную станцию в Хон Ба (вьет. Hòn Bà), на которой создаёт посадки хинного дерева, для получения хинина. Хинин традиционно используется для лечения малярии. В 1916 году избран в Академию наук Франции по секции медицины и хирургии. С 1923 года член Академии наук заморских территорий. В 1927 году получает премию Леконте. С 1934 года — почётный директор Института Пастера в Париже. В 1935 году получает от императора Вьетнама Крест Императорского Ордена Дракона Аннама. В 1939 году становится великим офицером ордена Почётного легиона. Умер в Нячанге 1 марта 1943 года.

## Научный вклад
- Совместно с Эмилем Ру открыл дифтерийный токсин[англ.] (1888). В 1894 году открыл чумную палочку — возбудителя чумы названный его именем, Yersinia pestis. Автор трудов по серологии[11][12].
- Описал один вид растений из семейства вересковые из южного Вьетнама (массив Хон Ба): Rhododendron triumphans Yersin & A.Chevalier, 1929[15].

## Признание и память
- Именем Йерсена названы несколько видов бактерий (иерсинии): Yersinia pseudotuberculosis — вызывает заболевание псевдотуберкулёз, Yersinia enterocolitica — кишечный иерсиниоз, Yersinia pestis — чуму. В честь Йерсена назван также редкий вид птиц Garrulax yersini (Robinson & Kloss, 1919), обитающий во Вьетнаме[12].
- Йерсена почитают во Вьетнаме, где он прожил много лет в провинции Кханьхоа. Во многих городах есть улицы, лицеи или вузы его имени, в Нячанге работает музей Йерсена[англ.]. На горе Хон Ба в окрестностях Нячанга находится дом Александра Йерсена[16].

- Мемориальная доска в Лозанне (Швейцария)
- Бюст Александра Йерсена, установленный около Музея медицинских наук в Гонконге
- Бюст Александра Йерсена в Ханое (Вьетнам)
- Университет Йерсена в Далате (Вьетнам)
- В Музее Йерсена в Нячанге (Вьетнам)